# Aschbach-Markt
Pour les articles homonymes, voir Aschbach (homonymie).
Aschbach-Markt est une commune autrichienne du district d'Amstetten en Basse-Autriche.